# Vodíkový kation
Vodíkový kation (zkratka H+) je kladně nabitý iont vodíku. Vzniká formálně odtržením elektronu z atomu vodíku (prakticky nejčastěji protolýzou), tzn. jedná se ve většině případů vlastně o pouhý proton. Ve vodném prostředí se však váže na molekulu vody, čímž vzniká oxoniový kationt (H3O+), podobně v alkoholu vznikají ionty ROH2+, v ketonu R2COH+, v aminu RNH3+, a podobně. Výměna vodíkového kationtu je principem protolytických reakcí.